# Џек Макартан
Џон Вилијамс „Џек” Макартан (енгл. John William "Jack" McCartan — Сент Пол, 5. август 1935) некадашњи је амерички хокејаш на леду који је током каријере играо на позицији голмана. Његова играчка каријера трајала је од 1959. до 1975. године. Године 1983. постао је члан Америчке куће славних хокеја на леду.
Као члан олимпијске репрезентације Сједињених Држава на Зимским олимпијским играма 1960. у америчком Скво Валију Макартан је освојио златну олимпијску медаљу. На поменутом олимпијском турниру проглашен је и за најбољег голмана.
Током каријере Макартан је играо за неколико екипа у нижим лигама, а током две сезоне одиграо је и 12 утакмица у НХЛ лиги за Њујорк ренџерсе.
Од 2000. до 2006. радио је као скаут за НХЛ лигаша Ванкувер канаксе.